# Justin Murisier
 (décembre 2024).
Justin Murisier, né le 8 janvier 1992 à Martigny, est un skieur alpin suisse.
Surtout aligné en slalom à ses débuts, il devient ensuite un spécialiste de slalom géant avant de s'intéresser de plus en plus aux disciplines de vitesse dans la dernière partie de sa carrière. Plusieurs graves blessures ont perturbées sa carrière, manquant quatre saisons complètes.
Il monte sur son premier podium de coupe du monde en décembre 2020 à Alta Badia en slalom géant, plus de dix ans après ses débuts à ce niveau. Il remporte sa première course de coupe du monde lors de la descente de Beaver Creek en décembre 2024.

## Biographie
Justin Murisier naît le 8 janvier 1992 à Martigny.
Son père est chauffeur de camion et pilote de course de moto et sa mère aubergiste. Il a une sœur et un frère aînés.
Il a une formation de bûcheron.
Comme toute sa famille, il est un grand fan de moto et débute en pocket bike à l’âge de 3 ans. Il « ne s'intéresse qu'au tout-terrain », surtout l’enduro et participe à de grandes courses d’endurance une ou deux fois par année. Il intègre également cette activité dans sa préparation physique pour le ski.

## Carrière

### Les débuts
La carrière de Justin Murisier a commencé en novembre 2007 lorsqu'il prit le départ de ses premières courses FIS ainsi qu'aux épreuves nationales junior.
Son premier succès important a eu lieu en février 2009, lorsqu'il remporte la médaille d'or en slalom au Festival olympique de la jeunesse européenne à Szczyrk en Pologne. Un mois plus tard, il termine troisième du Super G des championnats de Suisse à St-Moritz. Il remporte en mars 2009 le slalom FIS de Sestrière, sa première victoire à ce niveau, puis le slalom FIS de Pila deux semaines plus tard.
Justin Murisier passe deux ans et demi dans le centre régional de Brigue avec l'ancien skieur Steve Locher. Il est alors considéré comme le plus grand espoir du ski suisse, quelqu'un qui peut gagner un jour le classement général de la Coupe du monde.

### Saison 2009-2010: débuts en Coupe du Monde
Il intègre au début de la saison 2009/2010 le Cadre C de l'équipe de Suisse de ski. Il prend régulièrement part aux épreuves de Coupe d'Europe, essentiellement aux slaloms, avec pour meilleure performance la 5ème place à Kranjska Gora.
Le 10 janvier 2010, deux jours après avoir fêté ses 18 ans, Murisier participe pour la première fois à une épreuve de Coupe du monde, lors du slalom d'Adelboden. Parti avec le dossard 74, il termine 31e, à 5 centièmes de seconde de la qualification pour la deuxième manche et des premiers points en Coupe du monde. En fin de saison, il devient champion de Suisse de géant et de combiné et remporte deux slaloms FIS.

### Saison 2010-2011: premier top10 en Coupe du Monde
Sa saison débute en Coupe du monde avec le slalom de Levi duquel il est éliminé après la première manche en échouant à seulement 7 centièmes de seconde de la 30e place. Un mois plus tard à Val-d'Isère, s'il échoue à se qualifier pour la seconde manche du géant, il marque le lendemain ses premiers points en Coupe du monde lors du slalom en prenant d'abord la 26e place de la première manche puis en signant le 2ème temps dans la seconde pour décrocher le 8ème rang final. Il marque encore à cinq reprises (4 fois en slalom et 1 fois en géant) des points à ce niveau d'ici la fin de la saison, notamment avec la 18ème place du slalom de Kranjska Gora en mars.
En Coupe d'Europe, il marque des points dans 4 disciplines (slalom, géant, Super G et descente), intégrant 8 fois le top10 (dont 6 fois en géant). Le 18 janvier 2011, il termine 3e du slalom géant de Zuoz et monte pour la première fois sur un podium de Coupe d'Europe. Il termine la saison au 8ème rang de la Coupe d'Europe de géant.
Il participe aux Championnats du monde juniors de ski alpin 2011 à Crans-Montana où il remporte deux médailles d'argent, une en slalom et l'autre en combiné, et une médaille de bronze en Super G, performance complétée par la 7ème place en géant.
Deux semaines plus tard, il prend également part aux Championnats du monde senior à Garmisch-Partenkirchen, où il se classe 13e du géant et 25e du slalom.
En toute fin de saison, il figure dans le top10 dans les cinq disciplines aux championnats de Suisse, dont l'argent en slalom, le bronze en combiné et la 4ème place en Super G à 7 centièmes du vainqueur. Il gagne ensuite un slalom FIS à Anzère.

### Saison 2011-2013: deux ans d'arrêt sur blessure
En septembre 2011, Justin Murisier se déchire le ligament croisé antérieur du genou droit en jouant au football à Zermatt et onze mois plus tard, il est victime de la même blessure lors d'un entraînement de slalom en Argentine,. Il est privé de compétition pendant deux saisons complètes.

### Saison 2013-2014: les premiers Jeux olympiques
Il fait son retour à la compétition lors des épreuves de Coupe du Monde de Sölden et Levi, sans pouvoir se qualifier pour la seconde manche. Il retrouve alors la Coupe d'Europe en décembre et janvier avec notamment une 10ème place en slalom à Trysil, des 15ème places en géant puis en slalom à Klövsjö et le 12ème rang du slalom de Chamonix. Aligné à nouveau en Coupe du Monde pour les épreuves de Val d'Isère, Alta Badia, Bormio, Adelboden, Wengen, Schladming, St-Moritz et Kranjska Gora, il ne parvient pas à accéder à la seconde manche. Seul le combiné de Kitzbühel lui permet de retrouver le top10 à ce niveau (9ème). Il ne retrouve les joies du podium qu'avec le bronze du slalom des championnats de Suisse et sinon qu'au niveau FIS, à 4 reprises dont la victoire au slalom de Monte Pora et au Super G de Zinal en fin de saison.
Il est cependant sélectionné pour les Jeux olympiques d'hiver de 2014 à Sotchi et aligné en slalom. 33ème de la première manche, il sort du tracé dans la seconde.

### Saison 2014-2015: de retour sur le podium en Coupe d'Europe
Pendant l'été, il prend part à six courses en Argentine, terminant 4 fois sur le podium, dont la victoire dans le géant comptant pour le titre de champion national.
À son retour en Europe, il retrouve la Coupe du Monde en signant la 12ème place au géant de Sölden. Durant le reste de la saison, il multiplie les éliminations et les non-qualifications, ne se classant qu'à trois autres reprises, dont 2 seulement dans les points : 22ème au slalom de Madonna et 16ème du combiné de Kitzbühel.
Les résultats sont meilleurs en Coupe d'Europe avec notamment quatre top10 lors des quatre épreuves de Levi (dont un podium en slalom) en novembre, deux top15 lors des deux slaloms de Chamonix en janvier et la 16ème place du slalom de Kranjska Gora en mars.
Il participe aux championnats du monde de Vail en février, loin des médailles en slalom et géant mais 4ème lors du Team Event aux côtés notamment de Michelle Gisin et Wendy Holdener.
Avant de rentrer en Europe, il s'aligne au Canada dans quatre courses comptant pour la Coupe nord-américaine, obtenant deux top10 en slalom et deux podiums en géant, dont une victoire.
La fin de saison est consacrée à quelques courses FIS qui lui permettent de monter encore sur le podium et aux championnats de Suisse où il devient notamment vice-champion de Suisse de géant.

### Saison 2015-2016: de retour dans le top 10 en Coupe du Monde
La saison de Coupe du Monde reprend par le traditionnel géant de Sölden que Justin Murisier termine à la 15ème place. Comme d'autres géantistes, il prend ensuite part aux deux épreuves de Nor-Am à Copper Mountain (10ème et 14ème) afin d'enchaîner avec le géant de Beaver Creek (23ème). De retour en Europe, il marque encore des points en géant à Val d'Isère (11ème) et Alta Badia (14ème), puis en parallèle le lendemain dans la même station italienne (24ème).
Lors des mythiques étapes de janvier du côté de Wengen et Kitzbühel, c'est en combiné qu'il obtient ses meilleurs résultats (21ème et 19ème). Février lui permet notamment de réussir une 11ème place au géant de Yuzawa Naeba, une 14ème place en combiné à Chamonix et une 18ème en géant à Hinterstoder. Le mois de mars le voir revenir, pour la première fois depuis plus de deux ans, dans le top10 en Coupe du Monde lors des trois derniers géants de la saison : deux fois 10ème à Kranjska Gora et 9ème lors des finales de St-Moritz.
Il conclut sa saison avec le titre de champion de Suisse de géant, accompagné du bronze en slalom.

### Saison 2016-2017
Après deux courses disputées pendant l'été en Nouvelle-Zélande (dont un top10 en slalom), il enchaîne les bons résultats sur le circuit de la Coupe du Monde en géant (7ème à Sölden, 15ème à Val d'Isère et 10ème à Alta Badia) et en combiné (4ème à Santa Caterina), auxquels on peut ajouter une 29ème place en parallèle.En janvier, il prend la 7ème place du combiné de Wengen et la 8ème du géant de Garmisch.
Lors des championnats du monde de St-Moritz, il n'est pas si loin d'une médaille, tant en combiné (6ème) qu'en géant (8ème).
Il termine encore dans le top15 lors des deux derniers géants de la saison mondiale (12ème à Kranjska Gora et 13ème à Aspen) avant de devenir vice-champion de Suisse de géant et remporter deux victoires au niveau FIS.

### Saison 2017-2018
Il passe à nouveau une partie de l'été en Nouvelle-Zélande en terminant les deux slaloms disputés dans le top15.
Son mois de décembre en Coupe du Monde le place souvent très proche du podium en géant : 5ème à Beaver Creek (à 15 centièmes du podum), 11ème à Val d'Isère et 4ème à Alta Badia (à 25 centièmes du podium) où il obtient également la 7ème place du parallèle disputé le lendemain.
En janvier, il prend la 11ème place du géant d'Adelboden, la 7ème du combiné de Wengen et la 13ème du géant de Garmisch.
En février, il prend part à ses deuxièmes Jeux olympiques mais comme quatre ans plus tôt en Russie, il ne parvient à terminer aucune course dont il prend le départ.
En mars, il dispute trois slaloms au Japon comptant pour la Coupe d'Extrême-orient (trois top10, dont un podium) avant de prendre la 9ème place du géant des finales de la Coupe du Monde à Åre, réalisant ainsi son cinquième top10 de la saison et se classant au 7ème rang final de la Coupe du Monde de géant.

### Saison 2018-2019
Il décide de changer de marque de skis, passant de Völkl à Nordica. Après avoir médiatisé sa préparation estivale en Suisse puis son nouveau stage en Nouvelle-Zélande, mêlant entraînements et compétitions à Cardrona ou Coronet Peak, avec d'autres skieurs suisses comme Luca Aerni, Daniel Yule, Reto Schmidiger, Marc Rochat ou Sandro Simonet, Justin Murisier est pour la troisième fois victime d'une déchirure du ligament croisé du genou droit avec lésion du cartilage après une chute à l'entraînement le 26 août. Il se fait opérer quelques jours plus tard et doit renoncer à la compétition pendant toute la saison 2018-2019, c'est la troisième fois qu'il manque une saison entière. "Arrêter ma carrière ? Non, je veux encore être skieur", affirme-t-il.
Il explique dans plusieurs médias pourquoi il a dû être opéré de son genou gauche, pourtant sain, pour soigner le droit déjà endommagé deux fois, résumant la situation ainsi : "Mon corps n'a plus de pièces de rechange", il annonce son intention de se faire accompagner désormais par un psychologue pour retrouver la confiance et réaffirme son ambition : "Un jour, j'aimerais pouvoir gagner des courses de Coupe du monde".

### Saison 2019-2020
Dès son retour à la compétition, il entre systématiquement dans les points à chaque course de Coupe du Monde. D'abord 23ème au géant de Sölden, et 10ème de celui de Beaver Creek puis, à Alta Badia, il est 15ème du géant et 8ème du parallèle et, fin décembre, il est encore 9ème du combiné de Bormio.En janvier, il est 23ème du géant d'Adelboden et 11ème du combiné de Wengen puis, en février, 29ème du géant de Garmisch. Il ne parvient par contre pas à se qualifier ensuite pour le parallèle de Chamonix et sort du tracé lors de la seconde manche du géant de Naeba après avoir signé le 19ème temps dans la première. En mars à Hinterstoder, il obtient la 22ème place du combiné mais est éliminé dès la première manche du géant.

### Saison 2020-2021
11ème du géant de Sölden, puis 25ème et 23ème lors des géants de Santa Caterina en Coupe du Monde, il dispute ensuite le combiné de Zinal en Coupe d'Europe qu'il termine à la 5ème place après avoir remporté le Super G.Le 20 décembre 2020, 11 ans après ses débuts en Coupe du monde, il monte pour la première fois sur un podium de Coupe du Monde en réalisant le 3e temps du géant d'Alta Badia. « J'ai pris une revanche sur mon corps qui a toujours essayé de me rabaisser en me faisant comprendre que je n'y arriverais pas », déclare-t-il,.
En janvier, lors des deux géants d'Adelboden, il fait 5ème et 10ème sur la Chuenisbärgli. Sans plus de géant au programme avant la fin février, il prend le départ de plusieurs Super G FIS ou en Coupe d'Europe avant de disputer celui de Garmisch où il échoue hors du top30 pour seulement 4 centièmes.
Sélectionné pour le combiné, le parallèle et le géant des Championnats du monde de Cortina, il s'exprime dans la presse pour pousser un coup de gueule contre la FIS à propos du combiné « cette discipline n'est pas fair-play ». 8ème du combiné, très vite éliminé en parallèle et éliminé dès la première manche en géant, ses Mondiaux sont décevants et, du côté des hommes, la Suisse ne rapporte à la maison que des médailles de bronze.
De retour en Coupe du Monde, il est 13ème et 8ème lors des deux géants de Bansko, 5ème du Super G de Saalbach et 23ème du géant de Kranjska Gora. Lors des finales à Lenzerheide, il prend encore le 5ème place du Team Event (avec Jasmina Suter, Camille Rast et Semyel Bissig) et la 16ème du géant. Il met un terme à sa saison en devenant champion de Suisse de géant pour la quatrième fois.
Sa saison est ainsi marquée par 6 top10 en Coupe du Monde, dont 4 top5, dont un podium, et par une 10ème place au classement final de la Coupe du Monde de géant.

### Saison 2021-2022
Après une 12ème place lors du traditionnel géant de Sölden, il prend en novembre le départ à Lake Louise de sa première descente en Coupe du Monde (37ème). Il explique dans la presse son intention de s'investir désormais davantage dans les disciplines de vitesse et de faire du Super G sa deuxième discipline à côté du géant. En décembre, il va enchaîner les top10 : 8ème du Super G de Beaver Creek, 9ème du géant de Val d'Isère, 7ème et 6ème des géants d'Alta Badia avant d'être plus en difficulté à la fin du mois lors du Super G de Val Gardena (37ème) et des épreuves de Bormio (32ème en descente et 29ème en Super G).
Le 8 janvier 2022, jour de son trentième anniversaire, plus de 12'000 personnes lui chantent “Joyeux anniversaire” dans l’aire d’arrivée de la Chuenisbärgli alors qu'il fête également une 4ème place au géant d'Adelboden remporté cette année-là par Marco Odermatt. Il signe la deuxième meilleure performance de sa carrière,.
Il décide de s'aligner la semaine suivante au départ des épreuves de vitesse de Wengen. Pour ses premiers départs sur la piste du Lauberhorn, il se classe 26ème du Super G, 30ème de la première descente (marquant ainsi son premier point de la discipline en Coupe du Monde) et 31ème de la seconde.
En février, avant les Jeux olympiques 2022, il est souvent désigné comme l'un des candidats à la médaille tant en combiné qu'en géant. Il prend la 4ème place du combiné, à 18 centièmes du podium, après avoir terminé 6ème de la descente, et 3ème du slalom. « J’ai perdu deux ou trois dixièmes en descente et j’ai commis une grosse erreur en slalom », regrette-t-il à l'arrivée. Il est alors le seul Suisse relativement épargné par les critiques des médias hélvétiques,,,. Il fait moins bien pour la suite de ses Jeux (éliminé dès la première manche de géant et 6ème du Team Event).
Présent début mars à Kvitfjell, il peut prendre le départ de la seconde descente le lendemain. Pour sa 5ème descente de Coupe du monde, le Valaisan prend la 26ème place, son meilleur résultat dans la discipline. Le lendemain, il obtient la 6ème place du Super G, sa deuxième meilleure performance dans la discipline, les médias soulignent ce résultat inattendu qui le place très proche du podium et démontre qu'il est de plus en plus à l’aise en vitesse,.
La saison de Coupe du Monde se poursuit à Kranjska Gora avec deux géants (12ème et 14ème) puis se conclut par les finales où il est qualifié tant en Super G qu'en géant et termine les deux courses à la 9ème place.
Le 23 mars 2022, il devient vice-champion de Suisse de descente, derrière Niels Hintermann puis, deux jours plus tard, champion de Suisse de Super G devant Gino Caviezel, et monte sur un troisième podium lors de ces championnats de Suisse en prenant la 3ème place du géant derrière Loïc Meillard et Marco Odermatt.
Lors de cette saison, il est donc entré 8 fois dans le top10 (dont un top5) en Coupe du Monde, a marqué des points dans trois disciplines et se classe 9ème du classement final du géant.

### Saison 2022-2023
Il est opéré d'une hernie discale début octobre 2022.

### Saison 2024-2025: Première victoire en coupe du monde
Le 6 décembre 2024, Justin Murisier remporte sa première course de coupe du monde en devançant Marco Odermatt lors de la descente de Beaver Creek.

## Palmarès

### Jeux olympiques
| Édition / Épreuve   | Slalom géant | Slalom | Combiné alpin |
| ------------------- | ------------ | ------ | ------------- |
| JO 2014 Sotchi      | -            | DNF    | -             |
| JO 2018 Pyeongchang | DNF          | -      | DNF           |
| JO 2022 Pékin       | DNF          | -      | 4ème          |

### Championnats du monde
| Édition / Épreuve                    | Slalom géant | Slalom | Combiné | Parallèle                        | Par équipes |
| ------------------------------------ | ------------ | ------ | ------- | -------------------------------- | ----------- |
| Mondiaux 2011 Garmisch-Partenkirchen | 13e          | 25e    | -       | Épreuve inexistante à cette date | -           |
| Mondiaux 2015 Vail - Beaver Creek    | 30e          | 13e    | -       | Épreuve inexistante à cette date | 4e          |
| Mondiaux 2017 Saint-Moritz           | 8e           | -      | 6e      | Épreuve inexistante à cette date | -           |
| Mondiaux 2021 Cortina d'Ampezzo      | Abandon      | -      | 8e      | NQ                               | -           |

Légende :
- NQ : éliminé en qualifications

### Coupe du monde
- Première course : 10 janvier 2010, slalom, Adelboden, DNQ
- Premier top30 et premier top10 : 12 décembre 2010, slalom, Val d'Isère, 8ème
- Meilleur classement général : 17e en 2022.
- 2 podiums : 1 victoire à Beaver Creek en 2024 (descente) et 1 troisième place à Alta Badia en 2020 (géant).

#### Classements en Coupe du monde
| Saison/Classement | Général | Général | Descente | Descente | Slalom | Slalom | Slalom géant | Slalom géant | Super G | Super G | Combiné | Combiné | Parallèle | Parallèle |
| Saison/Classement | Class.  | Points  | Class.   | Points   | Class. | Points | Class.       | Points       | Class.  | Points  | Class.  | Points  | Class.    | Points    |
| ----------------- | ------- | ------- | -------- | -------- | ------ | ------ | ------------ | ------------ | ------- | ------- | ------- | ------- | --------- | --------- |
| 2010-2011         | 85e     | 68      | -        | -        | 32e    | 58     | 45e          | 10           | -       | -       | -       | -       | -         | -         |
| 2013-2014         | 100e    | 29      | -        | -        | -      | -      | -            | -            | -       | -       | 16e     | 29      | -         | -         |
| 2014-2015         | 96e     | 46      | -        | -        | 50e    | 9      | -            | -            | 31e     | 22      | 21e     | 12      | -         | -         |
| 2015-2016         | 46e     | 231     | -        | -        | -      | -      | 12e          | 191          | -       | -       | 19e     | 40      | -         | -         |
| 2016-2017         | 36e     | 240     | -        | -        | -      | -      | 13e          | 154          | -       | -       | 4e      | 86      | -         | -         |
| 2017-2018         | 30e     | 276     | -        | -        | -      | -      | 7e           | 228          | -       | -       | 9e      | 48      | -         | -         |
| 2018-2019         | -       | -       | -        | -        | -      | -      | -            | -            | -       | -       | -       | -       | -         | -         |
| 2019-2020         | 52e     | 154     | -        | -        | -      | -      | 26e          | 60           | -       | -       | 12e     | 62      | 16e       | 32        |
| 2020-2021         | 26e     | 274     | -        | -        | -      | -      | 10e          | 229          | 21e     | 45      | -       | -       | -         | -         |
| 2021-2022         | 17e     | 360     | 52e      | 6        | -      | -      | 9e           | 246          | 16e     | 108     | -       | -       | -         | -         |
| 2022-2023         | 26e     | 297     | 28e      | 71       | -      | -      | 32e          | 50           | 7e      | 176     | -       | -       | -         | -         |
| 2023-2024         | 20e     | 335     | 14e      | 139      | -      | -      | 29e          | 77           | 17e     | 119     | -       | -       | -         | -         |

#### Détail des victoires
| Saison / Épreuve | Descente     | Super G | Total |
| 2024-2025        | Beaver Creek |         | 1     |
| Total            | 1            |         | 1     |

### Coupe d'Europe
- Premier départ et premier top30 : 3 décembre 2009, slalom de Val Thorens, 28ème
- Premier top10 : 7 mars 2010, slalom de Platak, 6ème
- Premier podium : 18 janvier 2011, géant de Zuoz, 3ème
- Meilleur résultat : 2e, slalom de Formigal du 15 mars 2011 et slalom de Levi du 22 novembre 2014
- 3 podiums
- Meilleur classement au général : 8ème en 2010-2011

| Saison/Classement | Général | Général | Descente | Descente | Slalom | Slalom | Slalom géant | Slalom géant | Super G | Super G | Combiné | Combiné |
| Saison/Classement | Class.  | Points  | Class.   | Points   | Class. | Points | Class.       | Points       | Class.  | Points  | Class.  | Points  |
| ----------------- | ------- | ------- | -------- | -------- | ------ | ------ | ------------ | ------------ | ------- | ------- | ------- | ------- |
| 2009-2010         | 47e     | 171     | -        | -        | 17e    | 162    | 69e          | 4            | -       | -       | 34e     | 5       |
| 2010-2011         | 8e      | 449     | 55e      | 2        | 24e    | 102    | 52e          | 23           | 4e      | 322     | -       | -       |
| 2013-2014         | 99e     | 81      | -        | -        | 39e    | 64     | 62e          | 17           | -       | -       | -       | -       |
| 2014-2015         | 29e     | 251     | -        | -        | 17e    | 165    | 26e          | 86           | -       | -       | -       | -       |
| 2015-2016         | 106e    | 58      | -        | -        | 40e    | 58     | -            | -            | -       | -       | -       | -       |

### Championnats du monde junior
| Édition / Épreuve           | Descente | Super G | Géant | Slalom | Combiné |
| --------------------------- | -------- | ------- | ----- | ------ | ------- |
| Mondiaux 2010 Mont-Blanc    | 27e      | 8e      | 9e    | DSQ    | -       |
| Mondiaux 2011 Crans-Montana | 28e      | Bronze  | 7e    | Argent | Argent  |

### Championnats de Suisse
Champion de géant 2010.
 Champion de combiné 2010.
 Champion de géant 2016.
 Champion de géant 2021.
 Champion de Super G 2022.
 Vice-champion de slalom 2011
 Vice-champion de géant 2015
 Vice-champion de géant 2017
 Vice-champion de descente 2022.
 Troisième du Super G 2009
 Troisième du géant 2010
 Troisième du combiné 2011
 Troisième du slalom 2014
 Troisième du slalom 2016
 Troisième du géant 2022

### Autres succès
- 9 victoires dans des courses FIS.
- Festival olympique de la jeunesse européenne 2009 à Szczyrk : 
  -  Médaille d'or du slalom.